# Жуковка (Дмитровский городской округ)
Жуковка — деревня в Дмитровском районе Московской области, в составе городского поселения Дмитров. Население — 340 чел. (2010). До 1939 года была центром Жуковского сельсовета. В 1998—2006 годах Жуковка входила в состав Орудьевского сельского округа.

## Расположение
Деревня расположена на севере центральной части района, примерно в 8 км севернее Дмитрова, на водоразделе Яхромы и Якоти, высота центра над уровнем моря 159 м. Ближайшие населённые пункты — Княжево на юге и Очево на востоке.

## История
В начале XVII века на месте будущей деревни была пустошь Тиханова, которая принадлежала Демиду Батюшкову. В 1880-х годах здесь было уже шесть крестьянских дворов. Семьи крестьян были привезли из селений, расположенных в разных уездах и принадлежавших владельцу деревни — думному дворянину Афанасию Тихановичу (Тихоновичу) Зыкову. Деревня стала называться Тиханова, а затем — «Жукова, Тиханова тож».
Дочь Зыкова, Наталья, вышла замуж за Ивана Петровича Лопухина, и в 1705 году деревня числилась уже за ним. Иван Лопухин в 1692 году был комнатным стольником царя Петра I, а в 1716 имел звание майора. При нём была построена церковь Богоявления Господня,  которая однако уже в 1776 году была упразднена; в память о ней была сооружена деревянная часовня, которая сохранялась до середины XX века. В 1770 году, унаследовавший деревню Алексей Иванович Лопухин, заложил её князю Ивану Алексеевичу Белосельскому, который уже после смерти Алексея Лопухина продал его в 1777 году его вдове Анне Николаевне. Она вышла второй раз замуж за полковника Алексея Ивановича Исаева, который и стал в конце XVIII века владельцем деревни Жуково.
В начале XIX века деревней владела тайная советница Екатерина Семёновна Тургенева, жена директора Московского университета И. П. Тургенева. В 1832 году у Александра Ивановича Тургенева её приобрёл полковник и известный профессиональный карточный игрок Лука Ильич Жемчужников (03.02.1783—22.12.1856), который завещал её малолетним детям своей умершей дочери Софьи, бывшей замужем за генерал-лейтенантом Карлом Александровичем Бельгардом — тогда в ней числилось 74 души крепостных крестьян. 
При Бельгардах, с середины XIX века, стало употребляться современной название Жуковка. В 1874 году один из наследников — Александр Карлович Бельгард продал Жуковку Петру Васильевичу Болотникову — будущему мужу своей сестры Прасковьи Карловны.

## Население
| 2002 | 2006 | 2010 |
| ---- | ---- | ---- |
| 270  | ↗276 | ↗340 |